# Patrick Imhof
Patrick Imhof (* 11. März 1971 in Basel) ist ein deutsch-schweizerischer Schauspieler und Musicaldarsteller.

## Leben
Zunächst studierte Patrick Imhof  von 1992 bis 1996 an der Musik-Akademie der Stadt Basel erfolgreich Kontrabass, danach machte er von 1996 bis 2000 eine Ausbildung zum Schauspieler an der Leipziger Hochschule für Musik und Theater „Felix Mendelssohn Bartholdy“. Von 1998 bis 2005 hatte Imhof ein Engagement am Schauspiel Leipzig und spielte unter Regisseuren wie Wolfgang Engel, Karin Henkel, Jorinde Dröse, Johanna Schall oder Enrico Lübbe. Seither ist Imhof freischaffend tätig und stand in der Rolle des Njegus in Franz Lehárs Operette Die lustige Witwe zunächst am Opernhaus Leipzig, später dann für mehrere Jahre an der Dresdner Semperoper auf der Bühne.
2009 wirkte Imhof zum ersten Mal als Musicaldarsteller in dem Schweizer Compilation-Musical Ewigi Liebi mit. Bis heute tritt er überwiegend in Musicals auf. So gehörte Imhof 2011 zur Besetzung der Weltpremiere des Musicals Gotthelf – Das Musical bei den Thunerseespielen, ebenso 2012 als Paulie Pennino in Rocky im Hamburger Operettenhaus. In Stuttgart stand er 2014 in Mamma Mia! auf der Bühne des Palladium-Theaters, ebenfalls 2014 spielte Imhof im Theater an der Elbe in der Uraufführung von Das Wunder von Bern. 2016 übernahm er die Rolle des Clayton in der Tarzan-Premierenbesetzung im Oberhausener Metronom Theater.
Gelegentlich arbeitet Imhof auch vor der Kamera und war in diversen Folgen der Krimiserie SOKO Leipzig zu sehen.  Daneben wirkt er in Hörspielen mit und liest Hörbücher ein.

## Filmografie
- 2003: Tatort – Atlantis
- 2006–2012: SOKO Leipzig (4 Folgen)
- 2009: Bei uns und um die Ecke – Aufsichtspflicht

## Musicals
- Rocky – als Paulie Pennino – Operettenhaus, Hamburg (2012)
- Mamma Mia! – Cover  Sam und Harry – Palladium Theater, Stuttgart (2014)
- Das Wunder von Bern – als Cover Richard Lubanski – Theater an der Elbe, Hamburg (2014/15)
- Footloose – als Reverend Moore – Amstetten (2016)
- Tarzan – als Clayton – Metronom Theater, Oberhausen (2016/17)
- Wahnsinn – Cover Peter und Wolf – Tourproduktion (2018)
- Rock of Ages – als Hertz Kleinmann – Amstetten (2018)
- Das Licht auf der Piazza – als Signor Naccarelli – Landesbühne Sachsen, Radebeul (2018)
- West Side Story – als Schrank – Theater Dortmund (2018)

## Hörspiele
- 2002: Der Zank um den Knochen – Autorin: Dorothy L. Sayers – Regie: Klaus Zippel
- 2002: Das Bild im Spiegel – Autorin: Dorothy L. Sayers – Regie: Klaus Zippel

## Hörbücher
- 2006 (Audible: 2007): Herman Melville: Moby Dick, ISBN  978-3938891605